# Палісандр

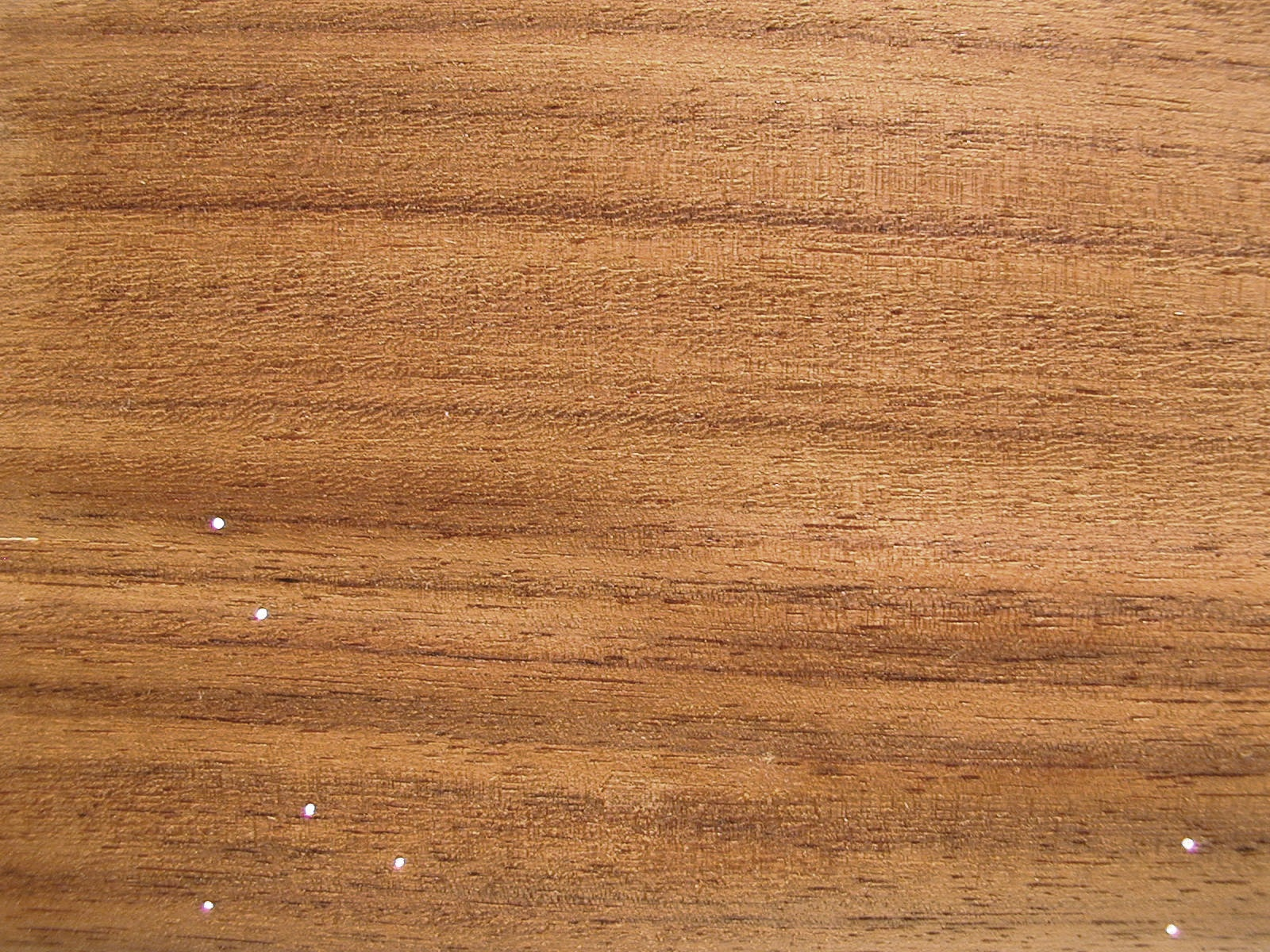
Древина палісандра (Dalbergia sissoo)

Палісандр (фр. palissandre) — назва деревини декількох порід тропічних дерев. Дерева палісандра зустрічаються у всій тропічній зоні від Південної Америки, Африки і до Південно-Східної Азії. Деревина цих дерев важка, щільна, мало усихає. Колір ядра залежить від різновиду — буває від темно-червоного до шоколадно-бурого з фіолетовим відтінком, заболоні — світло-жовтий. Візерунок структури дерева складається з темних прожилок.

## Види палісандрів
Палісандром вважається деревина дерев роду дальбергія (Dalbergia) родини бобових. Усього до цього роду належить від 100 до 150 видів. Названо на честь шведського лікаря та ботаніка Нільса (Ніколаса) Дальберга (1736—1820). Види цього роду зустрічаються по всій тропічній зоні: у Південній Америці, Африці (включно з Мадагаскаром) та Південно-Східною Азією. До роду дальбергія належать не тільки дерева, але й кущі.
Основні види:
- Африканський чорний палісандр (Dalbergia melanoxylon)
- Бразильське трояндове дерево, палісандр Ріо (Dalbergia nigra)
- Кокоболо (Dalbergia retusa)
- Індійський палісандр, східноіндійське трояндове дерево (Dalbergia latifolia)
- Гондураський палісандр (Dalbergia stevensonii)
- Королівське дерево (Dalbergia cearensis)
- Амазонський палісандр (Dalbergia spruceana)
- Тюльпанове дерево (Dalbergia frutescens)

## Використання

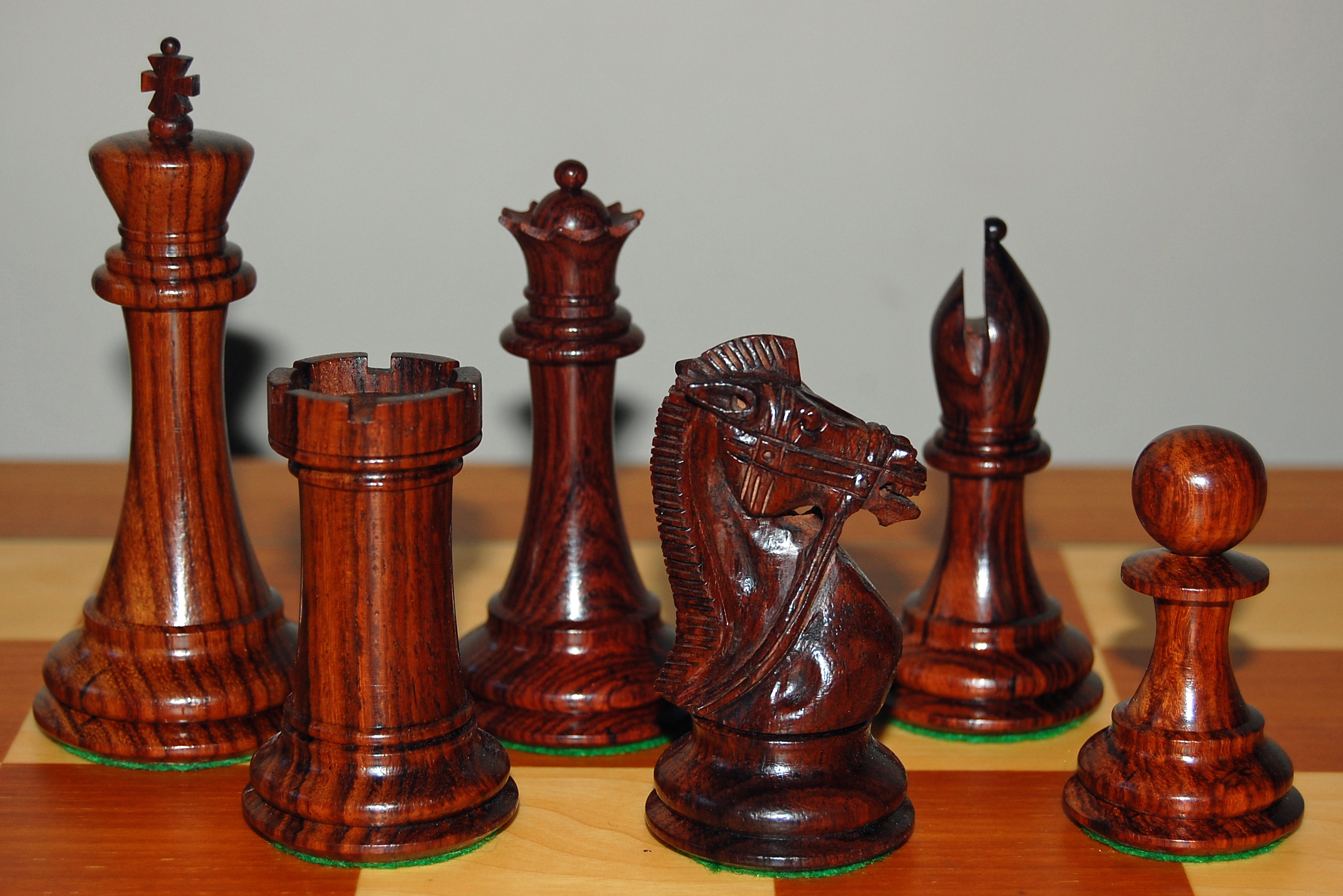
Шахові фігури, виготовлені з палісандра Dalbergia latifolia

Історія торгівлі палісандром нараховує майже 300 років.. Оскільки палісандр має гарний зовнішній вигляд, з нього виробляють висококласні меблі, паркет, двері, віконні рами, музичні інструменти, йде для обклеювання корпусу роялів і піаніно.

## Охорона
Знаходиться під загрозою через нелегальну вирубки задля створення подібних до антикварних меблів та предметів розкоші. У додатках СІТЕС зазначено 16 видів палісандрів.
Мадагаскарський палісандр (Dalbergia maritima) дуже високо ціниться через свій червоний колір і є надексплуатованим у світі. Незважаючи на те, що у 2010 році було прийнято мораторій на торгівлю ним, нелегальна торгівля продовжується у великих масштабах.